# Max Mathews
Max Vernon Mathews (Columbus, Nebraska, 13 de novembre de 1926 - 21 d'abril de 2011) fou un pioner estatunidenc al món de la música generada per ordinador.
Va estudiar enginyeria elèctrica al California Institute of Technology i al Massachusetts Institute of Technology, on va doctorar l'any 1954. Treballant en els Laboratoris Bell, va escriure el 1957, «MUSIC-N», el primer programa àmpliament utilitzat per a generar so. Newman Guttman va compondre a primera composició de disset segones «The Silver Scale», no realment obra mestra, però una prova del concepte. Per a la resta del segle, va continuar com a líder a la recerca d'àudio digital, síntesi, i interacció persona-ordinador pel que fa a la interpretació musical.
El 2008 va rebre el premi Qwartz d'Honneur per a la seva trajectòria.